# Leierhirsche

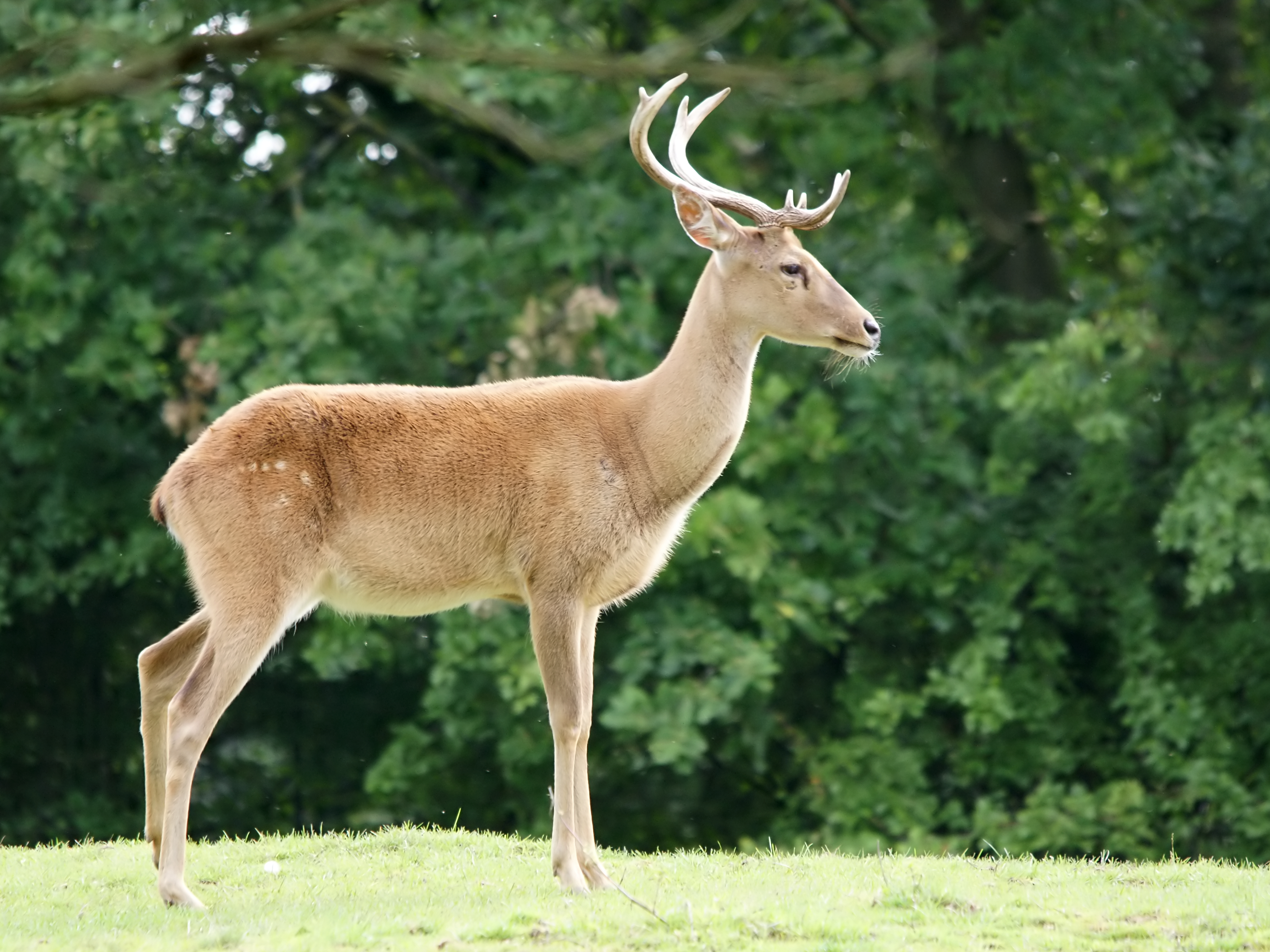
Männlicher Myanmar-Leierhirsch (Panolia thamin)

Die Leierhirsche oder Thamin (Panolia) sind eine in Südostasien lebende Gattung der Säugetiere aus der Familie der Hirsche (Cervidae).

## Merkmale
Leierhirsche erreichen eine Kopf-Rumpf-Länge von 150 bis 170 Zentimeter, eine Schulterhöhe von 120 bis 130 Zentimetern und ein Gewicht von 95 bis 150 Kilogramm und sind damit relative große Hirsche. Ihr Fell ist im Winter rotbraun gefärbt und zottelig, das Sommerkleid ist heller und kürzer. Bei den Männchen ist das Fell am Hals länger und erweckt den Eindruck einer Mähne. Kennzeichnend ist die Form des Geweihs, das wie bei fast allen Hirschen nur die Männchen tragen. Der hintere Ast ragt ein Stück waagrecht nach hinten und bilden mit dem vorderen Ast eine bogenartige Form.

## Verbreitung und Lebensraum
Das ursprüngliche Verbreitungsgebiet der Leierhirsche erstreckte sich vom östlichen Indien und dem südlichen China bis auf die Malaiische Halbinsel. Es ist allerdings stark zurückgegangen und auf mehrere zersplitterte Populationen verteilt (Näheres siehe unter Systematik). Sie bewohnen eine Reihe von Lebensräumen und finden sich unter anderem in Regenwäldern, in Grasländern und in Sumpfgebieten.

## Lebensweise und Ernährung
Leierhirsche sind eher dämmerungs- oder nachtaktiv. Während erwachsene Männchen meist einzelgängerisch leben, bilden die Weibchen mit ihrem Nachwuchs oft lockere Verbände. In der Paarungszeit schließen sich die Männchen oft solchen Verbänden an, und es kann zur Bildung von größeren, über 50 Tieren umfassenden Gruppen kommen.
Leierhirsche sind Pflanzenfresser; sie ernähren sich vorwiegend von Gräsern, nehmen aber gelegentlich auch Blätter und Früchte zu sich.

## Fortpflanzung

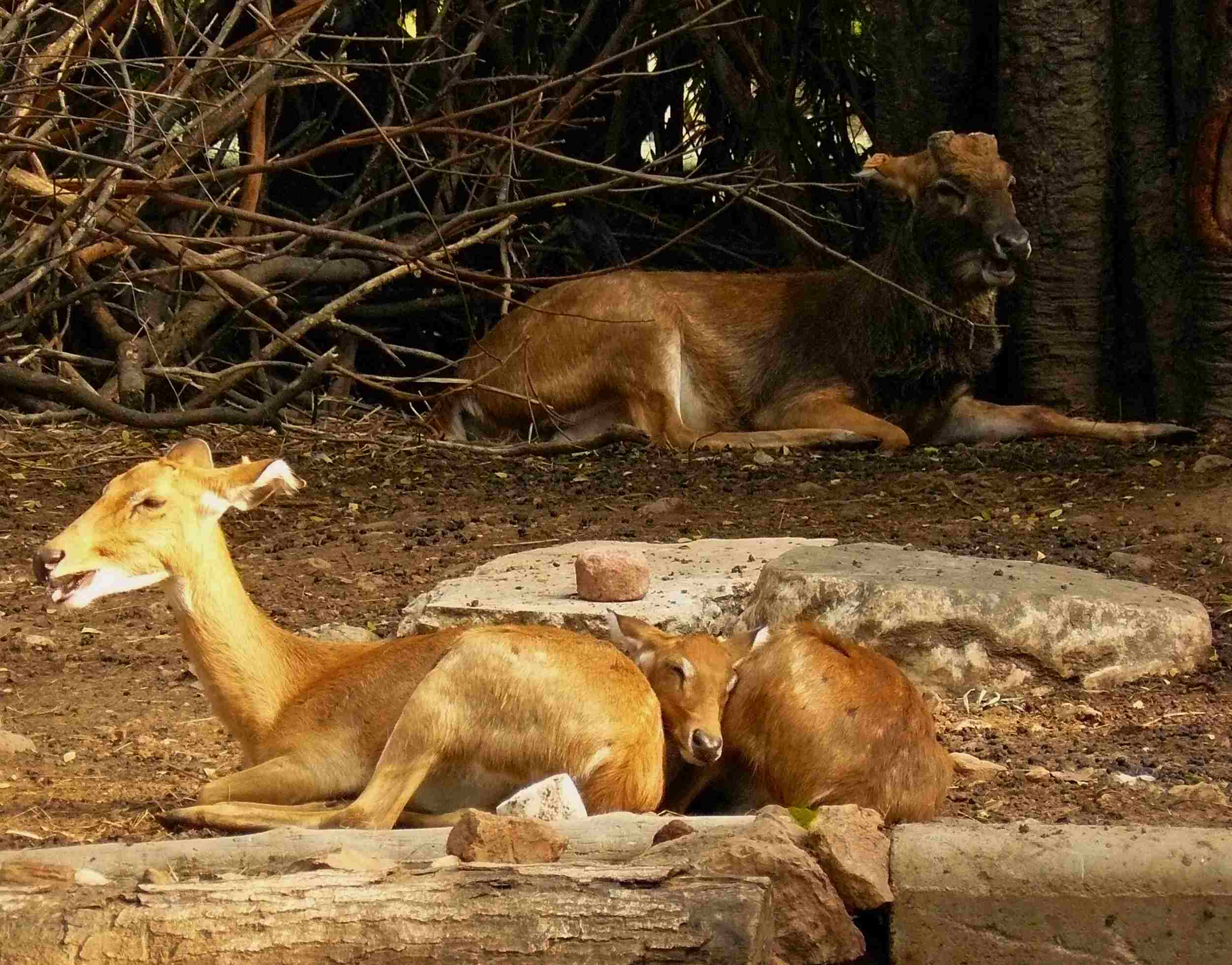
Thailand-Leierhirsche (Panolia siamensis)

Nach einer rund 240-tägigen Tragzeit bringt das Weibchen meist ein einzelnes Jungtier zur Welt, Zwillinge sind selten. Nach vier bis fünf Monaten werden sie entwöhnt und erreichen die Geschlechtsreife mit einem bis zwei Jahren. Die Lebenserwartung in menschlicher Obhut kann bis zu 20 Jahre betragen.

## Bedrohung
Die Leierhirsche werden von der IUCN als stark gefährdet (endangered) gelistet. Die Gründe dafür liegen in der Bejagung und in der Zerstörung ihres Lebensraums.

## Systematik

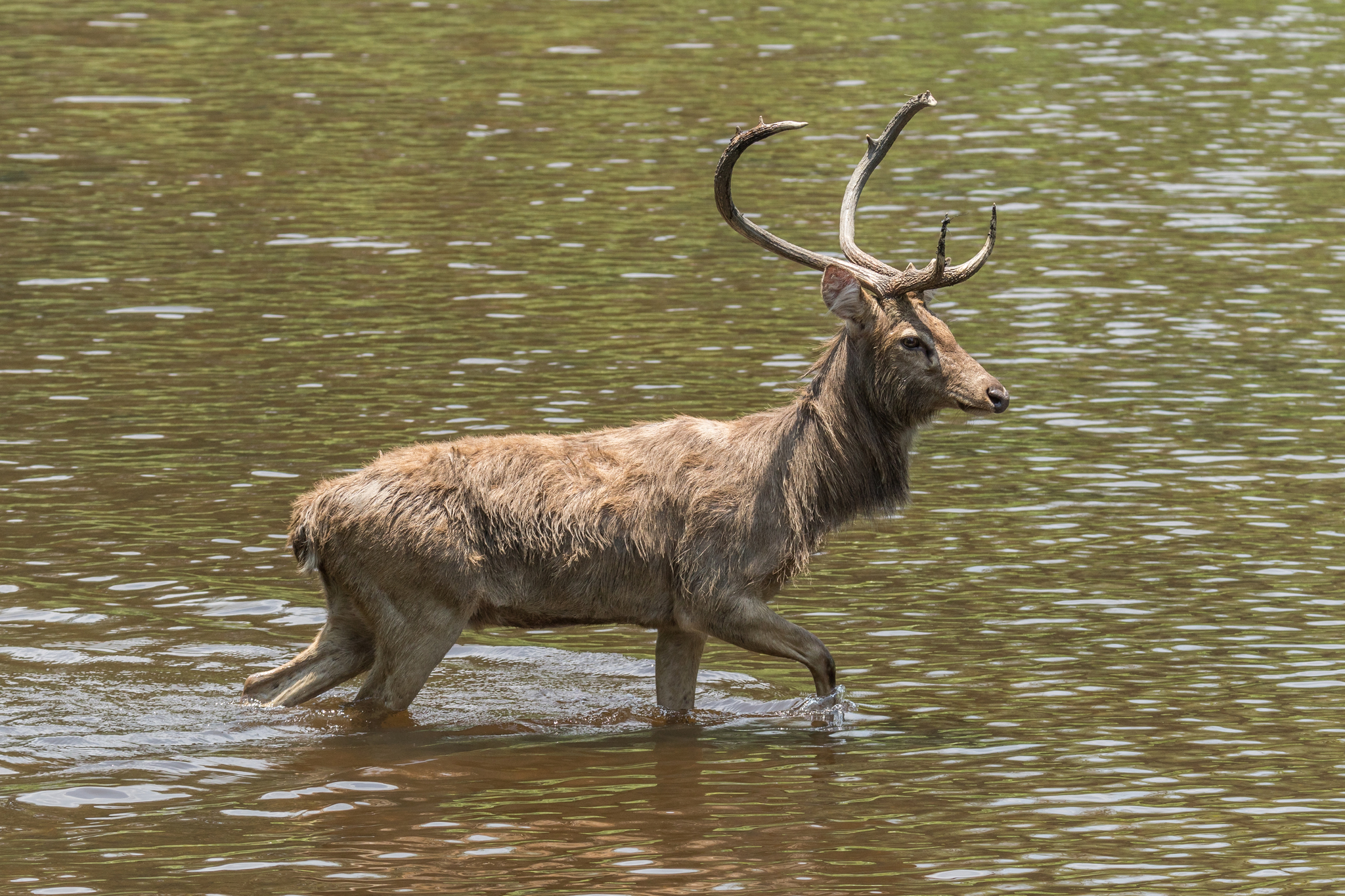
Myanmar-Leierhirsch (Panolia thamin)

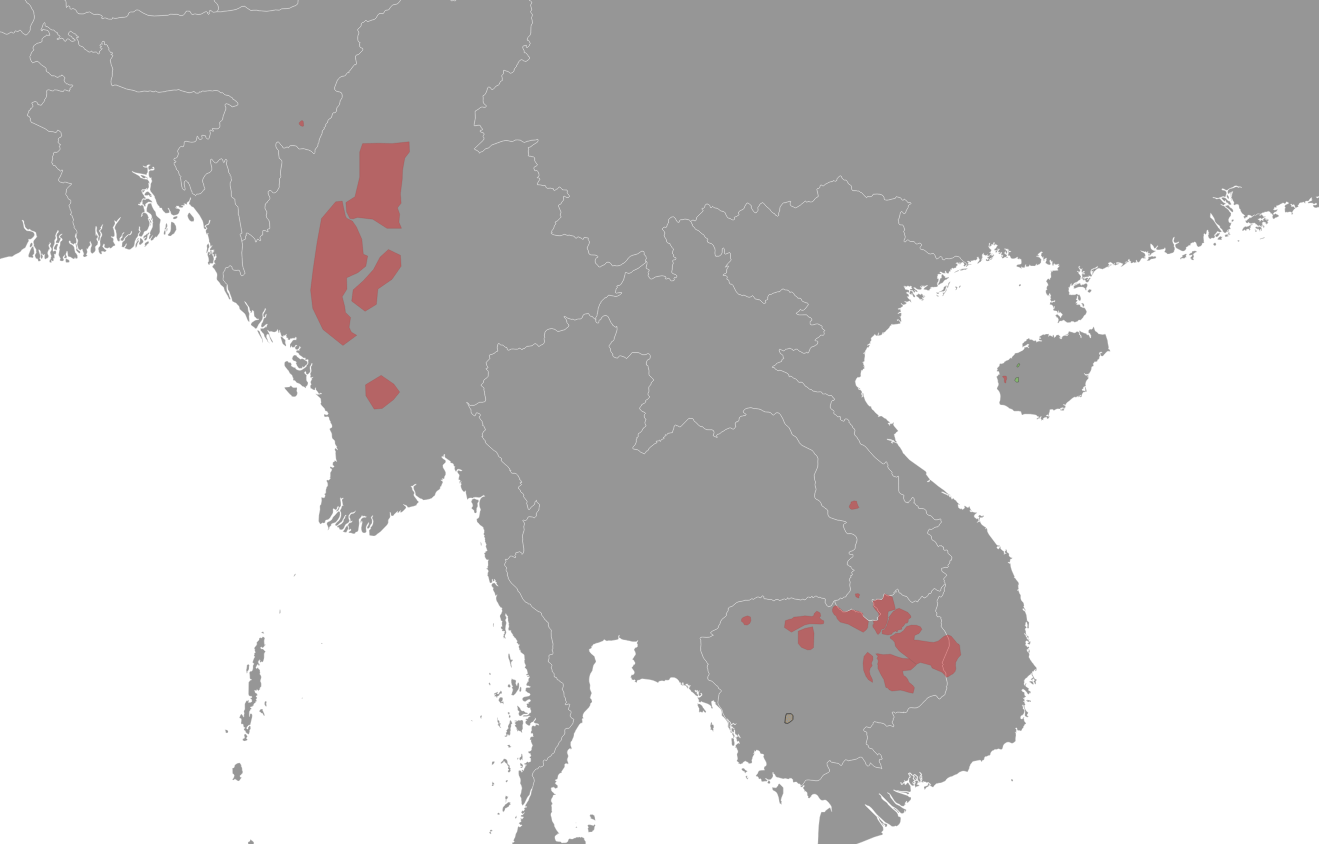
Das heutige Verbreitungsgebiet der Leierhirsche

Die Leierhirsche bilden eine Gattung innerhalb der Familie der Hirsche (Cervidae). Ursprünglich wurden die Vertreter der Leierhirsche zusammen mit den Barasinghas in die Gattung Rucervus gestellt. Molekulargenetische Analysen sprechen aber für eine nähere Verwandtschaft der Barasinghas mit den Axishirschen (Axis), die Leierhirsche stehen dagegen den Edelhirschen (Cervus) nahe. Aus diesem Grund wurden sie in die Gattung Panolia verschoben. Alternativ besteht auch der Ansatz, sie in Cervus einzugliedern.
Heute werden drei Arten unterschieden:
- Manipur-Leierhirsch (Panolia eldii (McClelland, 1842)), der einst im Osten Indiens lebte, ist stark bedroht. Heute kommt er nur noch im Bundesstaat Manipur vor. Dort war die Bestandszahl 1975 auf vierzehn Tiere abgesunken. Inzwischen gibt es im Keibul-Lamjao-Nationalpark wieder über hundert Tiere, die Art lebt aber nirgendwo sonst in freier Wildbahn. Er unterscheidet sich von den anderen Arten dadurch, dass er unbehaarte Fesseln hat.
- Thailand-Leierhirsch (Panolia siamensis (Lydekker, 1915)) aus Thailand, Laos, Kambodscha und Vietnam ist in seinem Bestand stark zurückgegangen. In Thailand, dem namengebenden Land dieser Art, ist er ganz ausgestorben, lebt aber noch in größerer Zahl in Vietnam und Kambodscha und wahrscheinlich auch in Laos. Populationen dieser Art gibt es auch auf der chinesischen Insel Hainan.
- Myanmar-Leierhirsch oder Burma-Leierhirsch (Panolia thamin (Thomas, 1918)) lebt in Myanmar und Thailand und gilt als relativ häufig.

Ursprünglich galten der Thailand- und der Myanmar-Leierhirsch nur als Unterarten des Manipur-Leierhirsches. Genetische Untersuchungen aus dem Jahr 2003 konnten die drei bestehenden Vertreter anhand von Haplotypen gut voneinander absetzen. Sie ergaben aber eine Trennung zwischen einer westlichen Gruppe in Myanmar (Manipur- und Myanmar-Leierhirsch) und einer östlichen Gruppe in Indochina (Thailand-Leierhirsch). Die Verwandtschaft zwischen dem Manipur- und dem Myanmar-Leierhirsch wurde hierbei als enger erachtet als zum Thailand-Leierhirsch. Zudem ließ sich nur ein geringer genetischer Austausch zwischen den einzelnen Populationen der westlichen und östlichen Gruppe ausmachen. Aus diesem Grund schlug Colin Peter Groves bereits drei Jahre später eine Aufteilung der Leierhirsche in mehrere Arten vor, was schließlich im Jahr 2011 während einer Revision der Hirsche durch Groves und Peter Grubb erfolgte. Eine häufig angenommene vierte Unterart, Panolia eldii hainanus von der Insel Hainan, ist dem Thailand-Leierhirsch ähnlich und wird gegenwärtig innerhalb dieser Art geführt. Weitere genetische Studien aus dem Jahr 2021 bestätigen die Abgrenzung der drei Gruppen, stufen sie aber weiterhin als Unterarten ein. Innerhalb des Thailand-Leierhirschs deckten sie zudem zwei eigenständige Linien auf, von denen eine die Tiere von Hainan, die andere jene des Festlandes beinhaltet. Diesen Untersuchungen zufolge trennten sich der Manipur-Leierhirsch und der Thailand-Leierhirsch im Mittelpleistozän vor rund 400.000 Jahren voneinander, die beiden Linien des Thailand-Leierhirschs spalteten sich vor etwa 200.000 Jahren auf, was dem ausgehenden Mittelpleistozän entspricht.